# Džürčeni

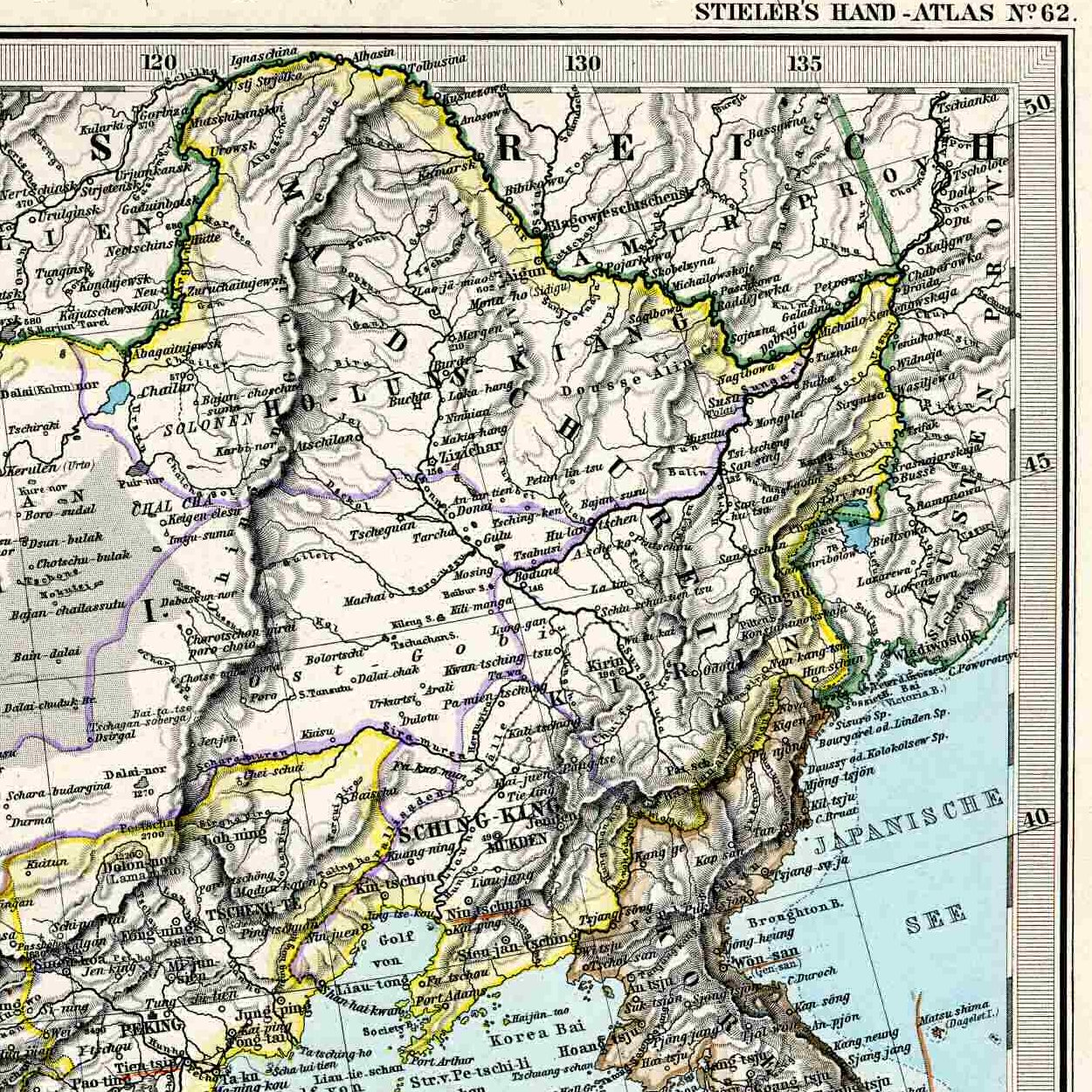
Území obývaná Džürčeny

Džürčeni (neboli Džurdženi; rusky Чжурчжэни) je historické označení pro tunguzská etnika obývající severovýchodní Čínu. Džürčeni jsou předci Mandžuů a také jiných tunguzských národů (Evenků, Nanajců a Ulčů). Před rozdělením hovořili džurdženštinou patřících do tunguzských jazyků.

## Rozšíření
Džürčeni obývali povodí Amuru a Ussuri – přesněji část dnešní severovýchodní Číny (Mandžusko) a Přímořského kraje v Rusku.

## Historie
V 8. století vzniklo džürčenské království Bochaj, kterému vládl kníže Njanchao. Džürčeni udržovali obchodní styky s Čínou a Koreou – prodávali ženšen, říční perly a sobolí kožešiny. Kupovali kovové věci, nádobí a drahocenné hedvábné tkaniny. Avšak v porovnání s těmito zeměmi byly džürčenské kraje považované za barbarské.
Ve 12. století byli Džürčeni poraženi Čingischánem a rozpadli se na mnoho kmenů, z nichž se některé dostaly až na Sibiř (předchůdci dnešních Evenků). Koncem 16. století v Mandžusku Nurhači sjednotil část džürčenských kmenů, které se začaly nazývat Mandžuové.

## Tradiční způsob života
Džürčeni se hlavně živili zemědělstvím – chovem dobytka, vepřů, pěstováním pšenice a prosa. Kromě něho se živili sběračstvím (sběr ženšenu), lovem (hlavně kožešinových zvířat), rybolovem, ale také těžbou soli.

## Fotogalerie

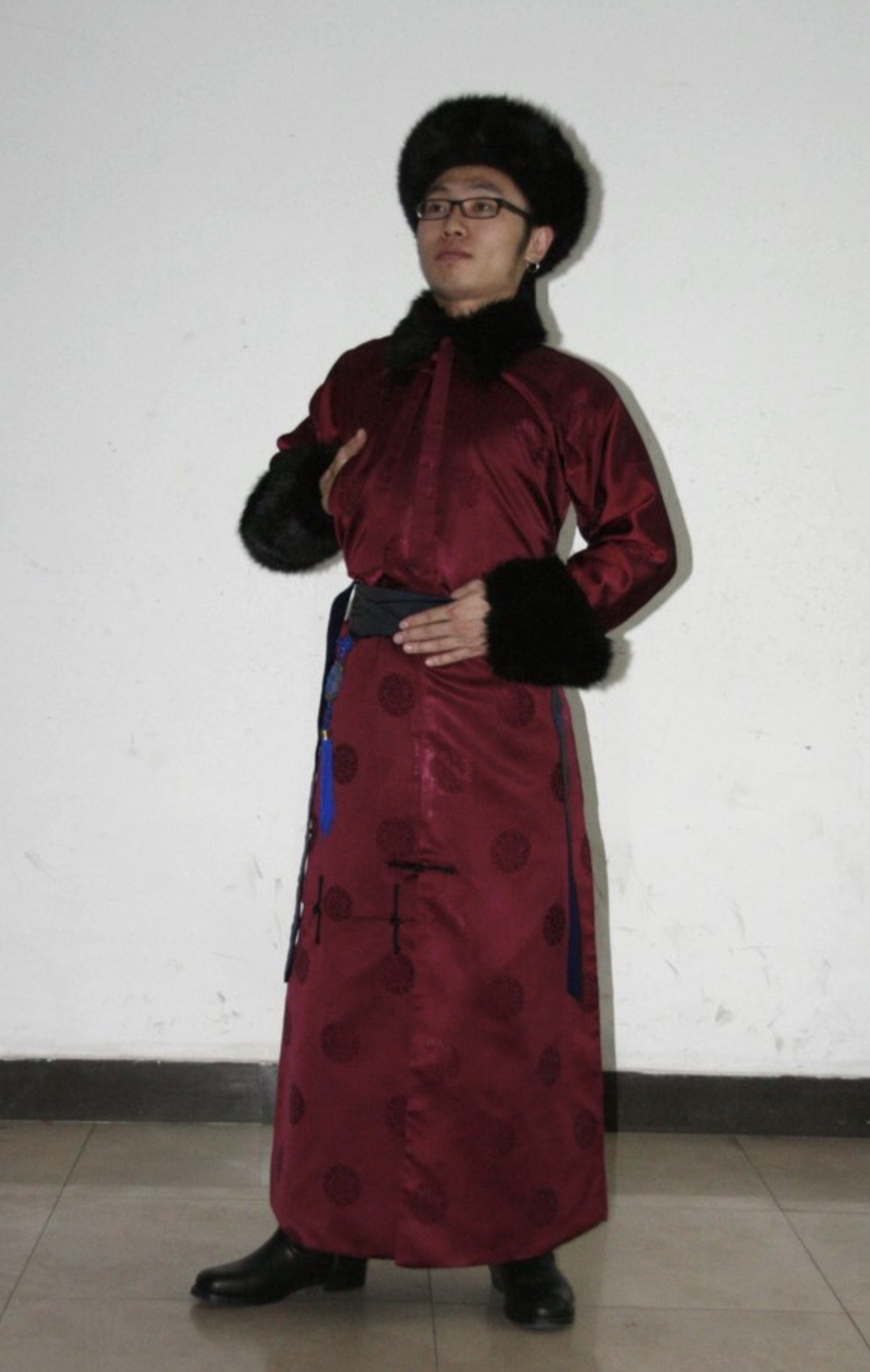
Mandžuové – nejpřímější potomci Džürčenů
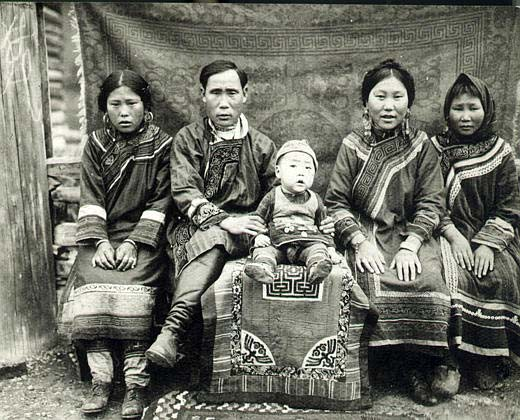
Nanajská rodina
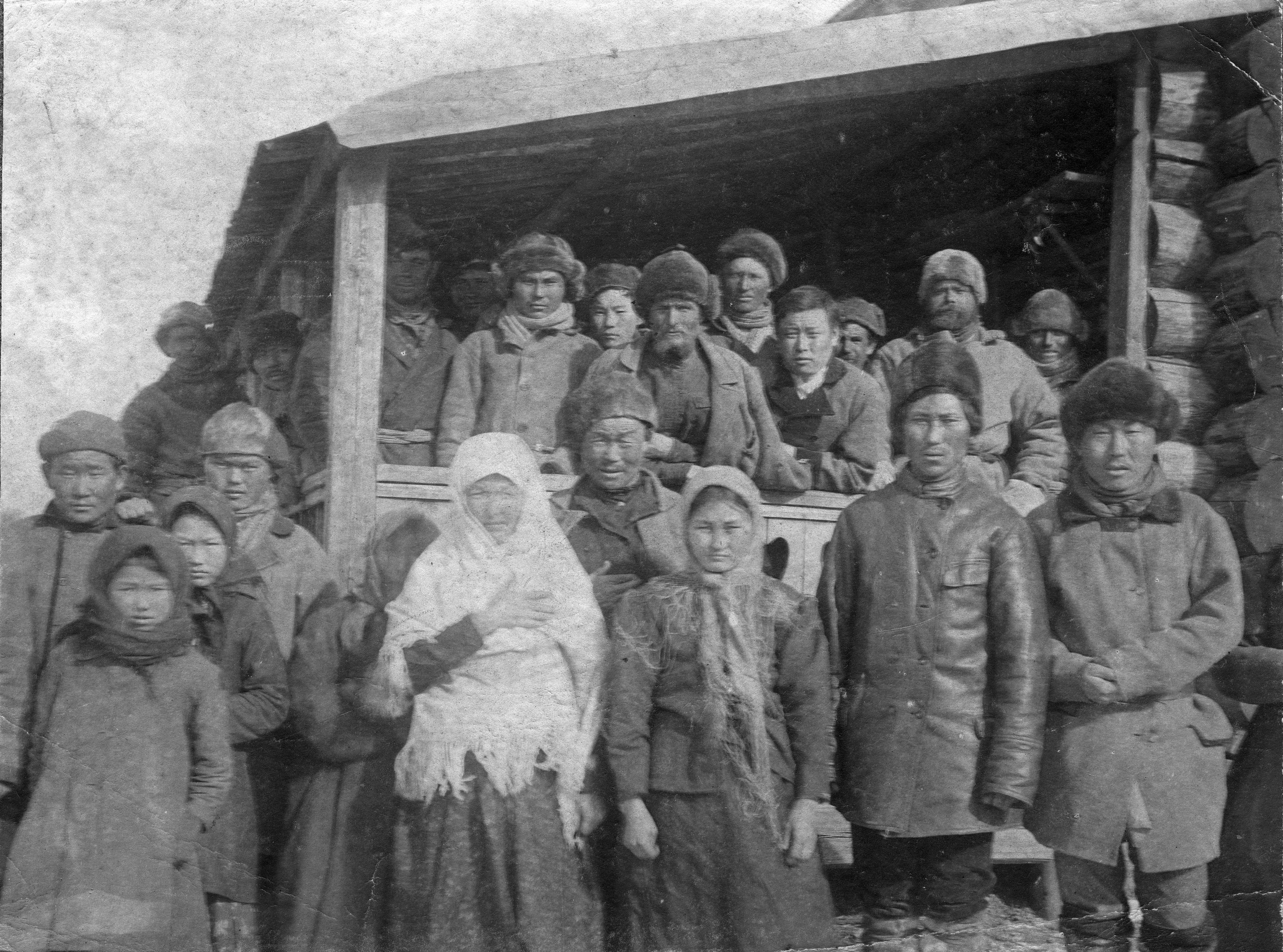
Evenkové